# Свято-Михайлівський храм (Чернігів)
Свято-Михайлівський храм — чинна церква у місті Чернігові, що знаходиться на розі проспекту Миру та вулиць Козацької (раніше - 50 років ВЛКСМ) і Бойової (Героїв Чорнобиля). Парафія належить до Чернігівської Єпархії УПЦ (МП).

## Історія
Цей мікрорайон Чернігова густонаселений, багато віруючих, але не було жодного храму або духовно-просвітницького центру. Це стало головною причиною чому для будівництва вибрали дане місце.
Храм почали будувати в 2001 році, через рік був освячений (2002 р.). В 2011 р. будівництво майже завершено.
Вагомий матеріальний внесок у його спорудження здійснило ВАТ «Чернігівобленерго» в особі голови правління Юрія Михайловича Лісняка. За цю благодійну діяльність церква нагородила Ю. М. Лісняка орденом рівноапостольного великого князя Володимира третього ступеня. Він же є старостою общини.

## Назва
Храм названо на честь Архістратига Михаїла. Архістратига Михаїла прославляли в Київській Русі з давніх часів. На його честь по всій Русі будувалися храми і монастирі. В древньому Києві відразу після прийняття християнства був зведений Архангельський собор. Святого Архістратига Михаїла народ вважає небесним покровителем, захисником Києва.

## Архітектура
Архітектура храму Архістратига Михаїла, певною мірою, унікальна: це круглий (ротондальний) храм.
Храм Гробу Господнього в Єрусалимі також має форму ротонди з куполом.
Проєкт чернігівського храму Архістратига Михаїла належить київському архітектору Олегу Слєпцову. Але в процесі будівництва проєкт було змінено за бажанням церковної общини. Проєкт дзвіниці, а також благоустрою території виконав чернігівський архітектор Віктор Устинов.
Церква одноповерхова, по колу розташовані вікна, які згруповані по 5 в чотири пари. Вікна обрамлені простими наличниками. В храмі 3 входи: центральний — західний і два бічні: південний і північний.
Настінного живопису немає. Під вікнами по колу розміщені ікони: 10 ікон в простих кіотах і 4 ікони — в складних.

## Іконостас
Головною окрасою храму є іконостас, він 3-х ярусний. Проєкт іконостаса, а також різьблення виконав Олексій Корець. Він же робив і різьблені кіоти для ікон. Усе виконано в єдиному стилі. По центру іконостаса — царські врата, що піднімаються на висоту двох ярусів. На них зображено чотирьох євангелістів і композицію «Благовіщення». Різьблення позолочене.
У першому ярусі іконостаса зліва від царських врат — ікона «Богоматір з немовлям», на дияконських дверях — ікона «Архідиякон Лаврентій», що зображений на повний зріст зі звитком у руці.
Праворуч царських врат — ікона «Ісус Христос». Христос зображений на повний зріст з Євангелієм у руці. На пономарських дверях — ікона «Св. Архідиякон Стефан». Над царськими вратами — ікона «Тайна вечеря».
На другому ярусі — 8 ікон свят: «Різдво Христове», «Введення в храм», «Різдво Богоматері», «Новозавітна Трійця», «Ісус Христос», «Благовіщення», «Успіння Богоматері», «Хрещення». Всі ікони в простих рамах.
На третьому ярусі над царськими вратами розміщена велика ікона «Ісус Христос — цар слави» і 8 ікон із зображенням апостолів. Завершується іконостас хрестом. Усі ікони писав іконописець Володимир із Новгорода — Сіверського.
Зліва від іконостаса знаходиться «Розп'яття», справа — композиція «Воскресіння».

## Дзвіниця
Окрім храму, на території збудована дзвіниця. Вона восьмигранна в плані, висотою 34 метри, на четвертому ярусі розміщено 8 дзвонів. Працює недільна школа для дітей, буде криниця зі святою водою.

## Галерея

Дзвіниця
Назва
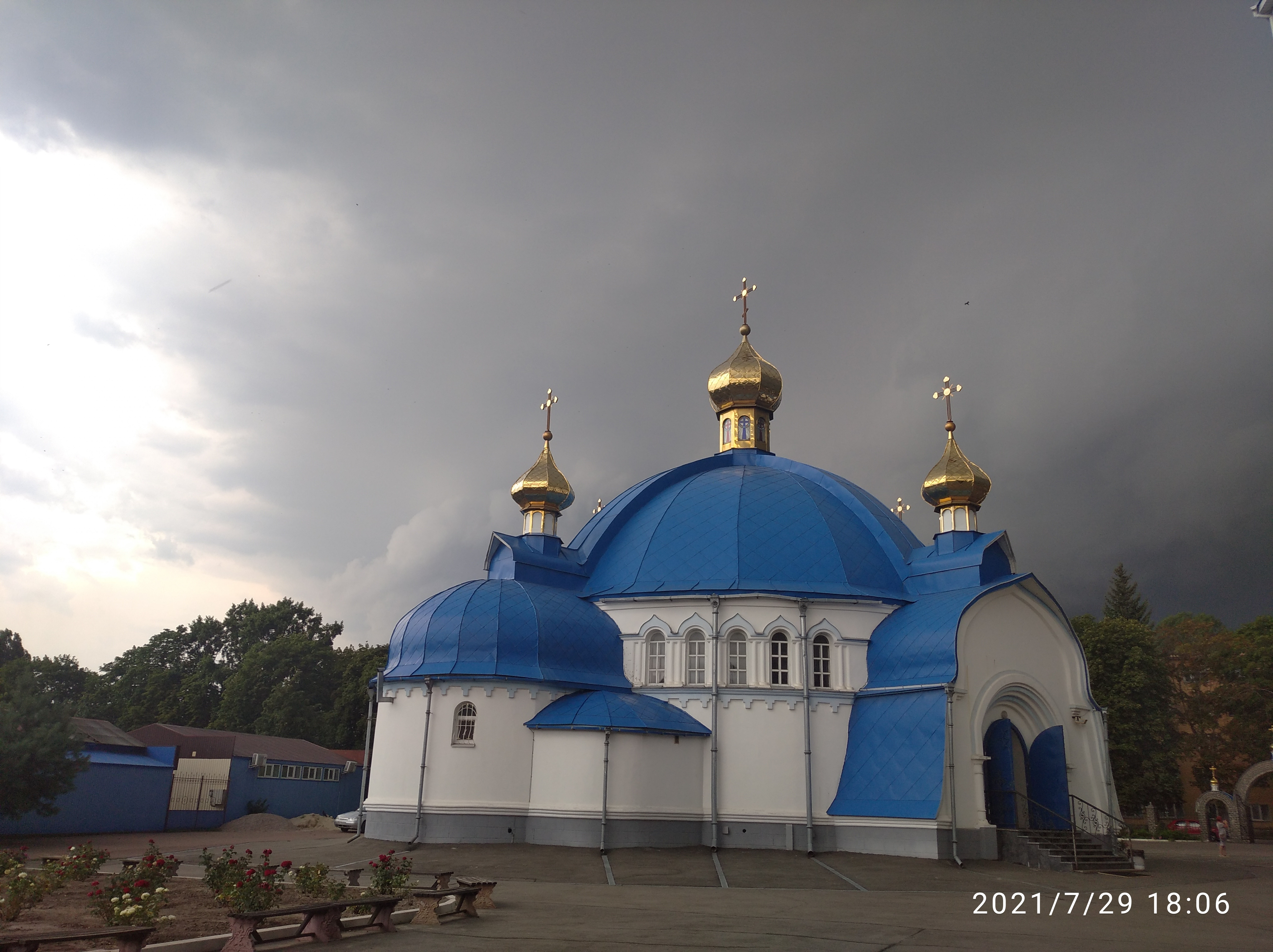
Свято-Михайлівський храм
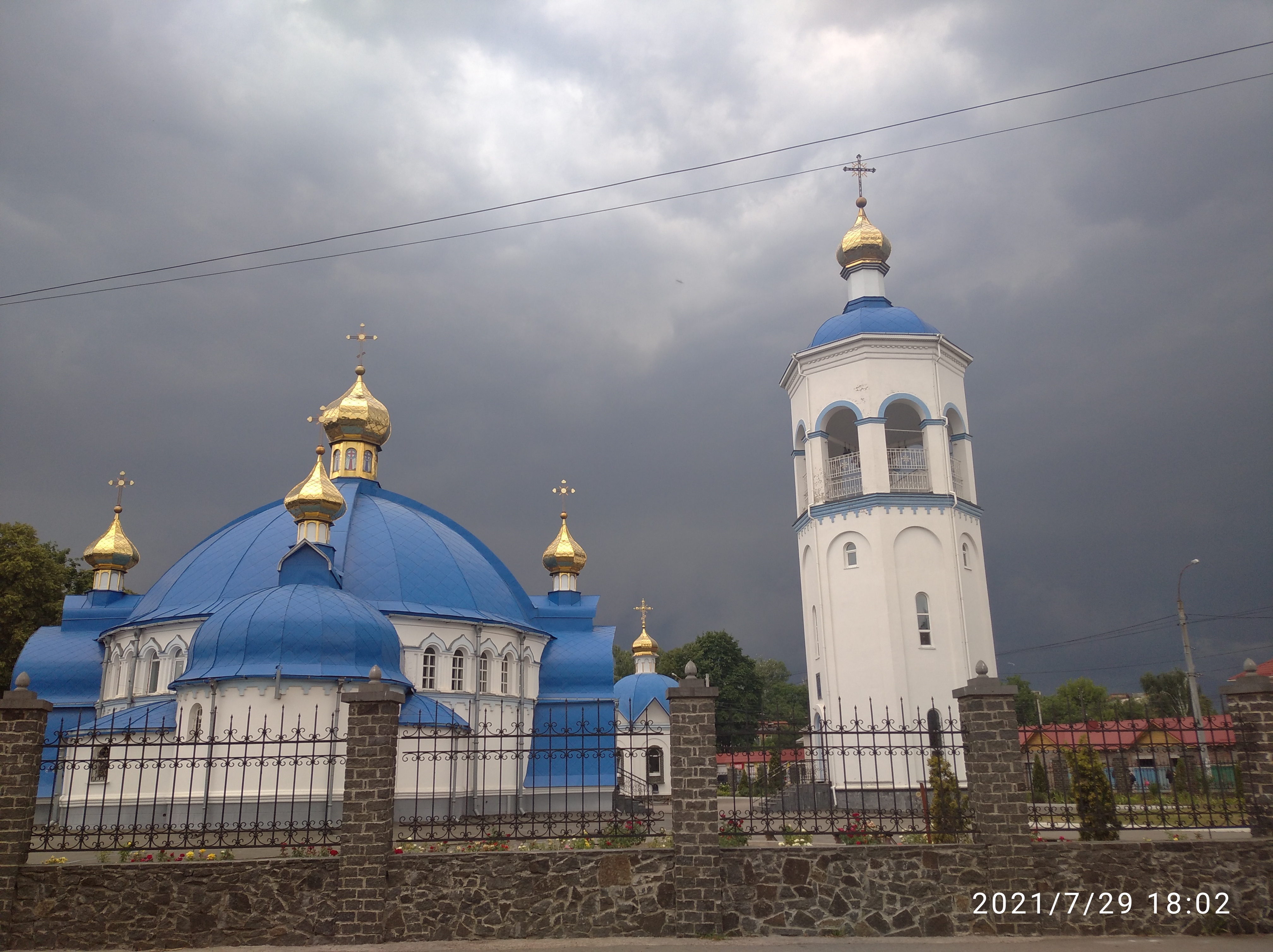
Свято-Михайлівський храмовий комлекс (Чернігів)